# Pinelopi Koujianou Goldberg
Pour les articles homonymes, voir Goldberg.
Pinelopi Koujianou Goldberg, née en 1963 à Athènes, est une économiste américano-grecque. Elle est le recipidiendaire du Prix Bodossaki de sciences sociales en 2003.

## Biographie
Après avoir commencé ses études d'économie à l'université de Fribourg (Allemagne), elle les poursuit à l'université Stanford, en Californie, où elle obtient un doctorat.
Chercheuse associée à l'International Growth Centre, à la London School of Economics, professeur d'économie à l'université Yale depuis 2001, elle est ensuite vice-président de l'American Economic Association et la première femme éditrice de sa revue American Economic Review (2011-2017). Elle est aussi membre de la Société d'économétrie. Elle publie de nombreux travaux de recherche sur la microéconomie appliquée dans les pays en voie de développement et le commerce international, et étudie en particulier l'impact de la libéralisation du commerce sur la croissance et la répartition des revenus,.
Le 27 avril 2018, elle est nommée chef économiste de la Banque mondiale,.
Elle donne sa démission de son poste de vice-présidente et chef économiste à la Banque Mondiale en février 2020, invoquant le souhait de se consacrer à carrière de professeur à l'université Yale. Le journal britannique The Economist suggère que sa démission serait liée au blocage de la publication d'une étude de son équipe mettant en évidence que 7,5 % de l'aide au développement serait détournée vers les paradis fiscaux.